# Diagonal facial

AC (en rojo) es una diagonal facial, mientras que AC' (en azul) es una diagonal espacial

En geometría, una diagonal facial (también denominada diagonal de cara) de un poliedro, es una diagonal en una de sus caras, en contraste con una diagonal espacial, que pasa por el interior del poliedro.
Un cuboide tiene doce diagonales de cara (dos en cada una de las seis caras), y posee cuatro diagonales espaciales. Las diagonales faciales del cuboide pueden tener hasta tres longitudes diferentes, ya que las caras vienen en pares congruentes y las dos diagonales en cualquier cara son iguales. Las diagonales espaciales del cuboide tienen todas la misma longitud. Si las longitudes de arista de un paralelepípedo son a, b, y c, entonces las caras rectangulares distintas tienen aristas (a, b), (a, c), y (b, c); entonces las diagonales de la cara respectiva tienen longitudes {\displaystyle {\sqrt {a^{2}+b^{2}}},}{\displaystyle {\sqrt {a^{2}+c^{2}}},} y {\displaystyle {\sqrt {b^{2}+c^{2}}}.}
Así, cada diagonal facial de un cubo con longitud de arista {\displaystyle a}, mide {\displaystyle a{\sqrt {2}}}.
Un dodecaedro regular tiene 60 diagonales de cara (y 100 diagonales espaciales).